# David Sibley
David Sibley (nacido el 16 de julio de 1948) es un actor inglés.

## Carrera
Sibley es mejor conocido por sus papeles de personajes en varias series de televisión como el retorcido DJ de radio Tom Everett en la serie de detectives de la BBC Shoestring (en el episodio Mocking Bird); y en Doctor Who como Pralix (en The Pirate Planet). Apareció en un DVD extra cuando se lanzó esta historia recientemente. Su primer papel regular en televisión fue en Wings en 1977.
Otras de sus apariciones incluyen Los corsarios de Blake, Survivors, Fun at the Funeral Parlour, Target, Minder, Lovejoy y la película Gandhi. Apareció como Eric Birling en la adaptación de la BBC de 1982 de An Inspector Calls de J. B. Priestley. Regresó a la televisión en The Year That London Blew Up (1995), una dramatización de los ataques del IRA a Londres en 1974-1975. Interpretó a John Carver en Midsomer Murders en 2010. Entre 2001 y 2012 interpretó cuatro personajes diferentes en Doctors. En 2012 estuvo en el episodio Part Of A Whole de New Tricks, interpretando al periodista Nigel Baxter. En 2014 interpretó a Freddie en el thriller sobrenatural The Sleeping Room.

## Filmografía

### Películas
| Año  | Título               | Papel                     | Notas         |
| ---- | -------------------- | ------------------------- | ------------- |
| 1982 | Gandhi               | Subalterno                |               |
| 1988 | Willow               | Guerrero Galladoorn       | Sin acreditar |
| 1989 | Great Balls of Fire! | Tercer reportero inglés   |               |
| 1994 | Princess Caraboo     | Harrison                  |               |
| 1997 | Incognito            | Propietario de Whitehurst |               |
| 1999 | Guest House Paradiso | Hombre intimidante        |               |
| 2013 | Circuito cerrado     | Vicario                   |               |
| 2014 | The Sleeping Room    | Freddie                   |               |
| 2015 | 45 años              | George                    |               |
| 2023 | Tuesday              | Robert                    |               |

### Televisión
| Año  | Título               | Papel          | Notas                            |
| ---- | -------------------- | -------------- | -------------------------------- |
| 1983 | Give Us a Break      | Billy Wilson   | 4 episodios                      |
| 2015 | Silent Witness       | Judge Gilmore  | Episodio: "Protection" (2 parts) |
| 2022 | Crimen en el paraíso | Julius Rotfeld | Temporada 11, episodio 8         |